# Nadinići
Nadinići (en serbe cyrillique : Надинићи) est un village de Bosnie-Herzégovine. Il est situé dans la municipalité de Gacko et dans la république serbe de Bosnie. Selon les premiers résultats du recensement bosnien de 2013, il compte 178 habitants.

## Démographie

### Évolution historique de la population dans la localité
| 1948 | 1953 | 1961 | 1971 | 1981 | 1991 | 2013 |
| ---- | ---- | ---- | ---- | ---- | ---- | ---- |
| -    | -    | 276  | 280  | 241  | 207, | 178  |

|  |

### Répartition de la population par nationalités (1991)
En 1991, les 207 habitants du village étaient tous serbes.

### Communauté locale
En 1991, la communauté locale de Nadinići comptait 782 habitants, répartis de la manière suivante :